# Stanisław Niewiadomski (architekt)
Stanisław Niewiadomski (ur. 2 października 1928 w miejscowości Male na Wileńszczyźnie, zm. 23 lutego 2008 w Warszawie) – polski architekt, urbanista, doktor inżynier, nauczyciel akademicki, profesor Wydziału Architektury Politechniki Warszawskiej, kierownik Pracowni Projektowania Architektonicznego PW (1991–2002), członek Stowarzyszenia Architektów Polskich (SARP), Mazowieckiej Okręgowej Izby Architektów Rzeczypospolitej Polskiej i Towarzystwa Urbanistów Polskich (TUP).

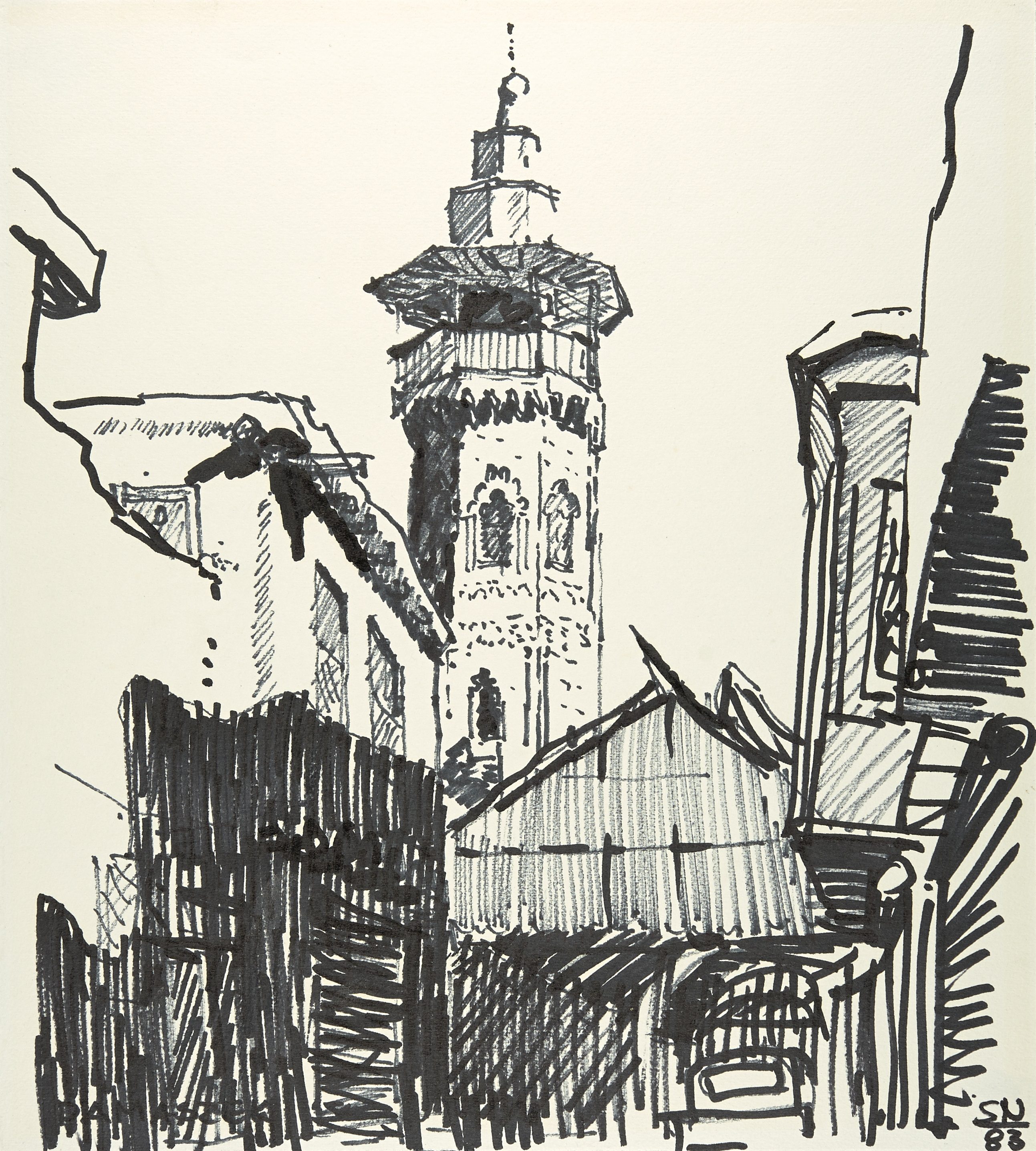
Syria 1983 rys. S. Niewiadomski (flamaster)

## Życiorys

### Dzieciństwo i młodość
Był synem Józefa i Józefy z domu Sawlewicz. Ojciec był kołodziejem, pracował też dla wojska. Dzieciństwo i wczesne lata młodzieńcze zamieszkiwał w Wilnie, gdzie w 1941 r. ukończył szkołę powszechną i rozpoczął naukę w gimnazjum na tajnych kompletach. Pod koniec wojny, po zajęciu Wilna przez Rosjan, aresztowany został przez NKWD - w więzieniu spędził dwa miesiące. Na początku 1945 r. wyjechał jednym z pierwszych transportów repatriacyjnych do Białegostoku. Po repatriacji matki i siostry z Wilna do Torunia, przeniósł się do nich, gdzie egzaminem maturalnym ukończył Liceum im. Tadeusza Kościuszki. W 1948 roku rozpoczął studia na Wydziale Architektury Politechniki Warszawskiej (PW). Dyplom inżynierski uzyskał w 1952 roku, a magisterski — w 1954. Projekt dyplomowy (wyróżniony na pokazie prac dyplomowych we Wrocławiu) wykonał pod kierunkiem profesora Bohdana Lacherta. Jeszcze podczas studiów na Wydziale Architektury Politechniki Warszawskiej wykonywał prace projektowe w pracowni profesora Bohdana Pniewskiego przy Katedrze Projektowania Gmachów Użyteczności Publicznej Wydziału Architektury PW. Krótko po ukończeniu studiów wraz z Witoldem Benedekiem powołali zespół autorski (początkowo z Władysławem Strumiłłą).

### Przebieg pracy zawodowej
Od drugiego roku studiów pracował w Pracowni architekta Zasława Malickiego w Zakładach Osiedli Robotniczych (ZOR). Po studiach, w 1954 roku pracował w Biurze Projektów Typowych i Studiów Budownictwa Mieszkaniowego, w latach 1954-1955 w Biurze Miastoprojekt Stolica Południe, w latach 1956-1957 w Ministerstwie Szkolnictwa Wyższego, a następnie do 1983 r. w  Biurze Studiów i Projektów Szkół Wyższych i Zakładów Naukowych Ministerstwa Nauki, Szkolnictwa Wyższego i Techniki BEPRON. W latach 1983–1985 pracował dla General Company for Engineering & Consulting w Syrii jako ekspert i główny projektant uniwersytetu w Homs. W roku 1992 założył wspólnie z Witoldem Benedekiem oraz architektkami Krystyną Szypulską i Bożeną Staniszewską pracownię Architektoniczną BNS w której pracował do 2008 r.
W 1982 roku uzyskał stopień doktora (promotor Stanisław Marzyński) na podstawie pracy pt. „Problemy kształtowania szkolnych sal muzycznych na przykładzie Akademii Muzycznej w Warszawie". Od 1954 r. był członkiem Stowarzyszenia Architektów Polskich SARP; w latach 1970-1973 członkiem Prezydium Zarządu Głównego, a następnie członkiem Zarządu Oddziału Warszawskiego, gdzie w latach 1975-1976 był wiceprezesem, a w latach 1976-1983 (w trzech kolejnych kadencjach) prezesem. Status Twórcy otrzymał w 1979 roku. Dwukrotnie był przewodniczącym jury Konfrontacji Warszawskich. Był też członkiem Komitetu Organizacyjnego XIV Kongresu UIA (Union internationale des Architectes) w Warszawie w 1981 roku. W latach 1988–1991 był przewodniczącym Kolegium Sędziów Konkursowych Oddziału Warszawskiego SARP.

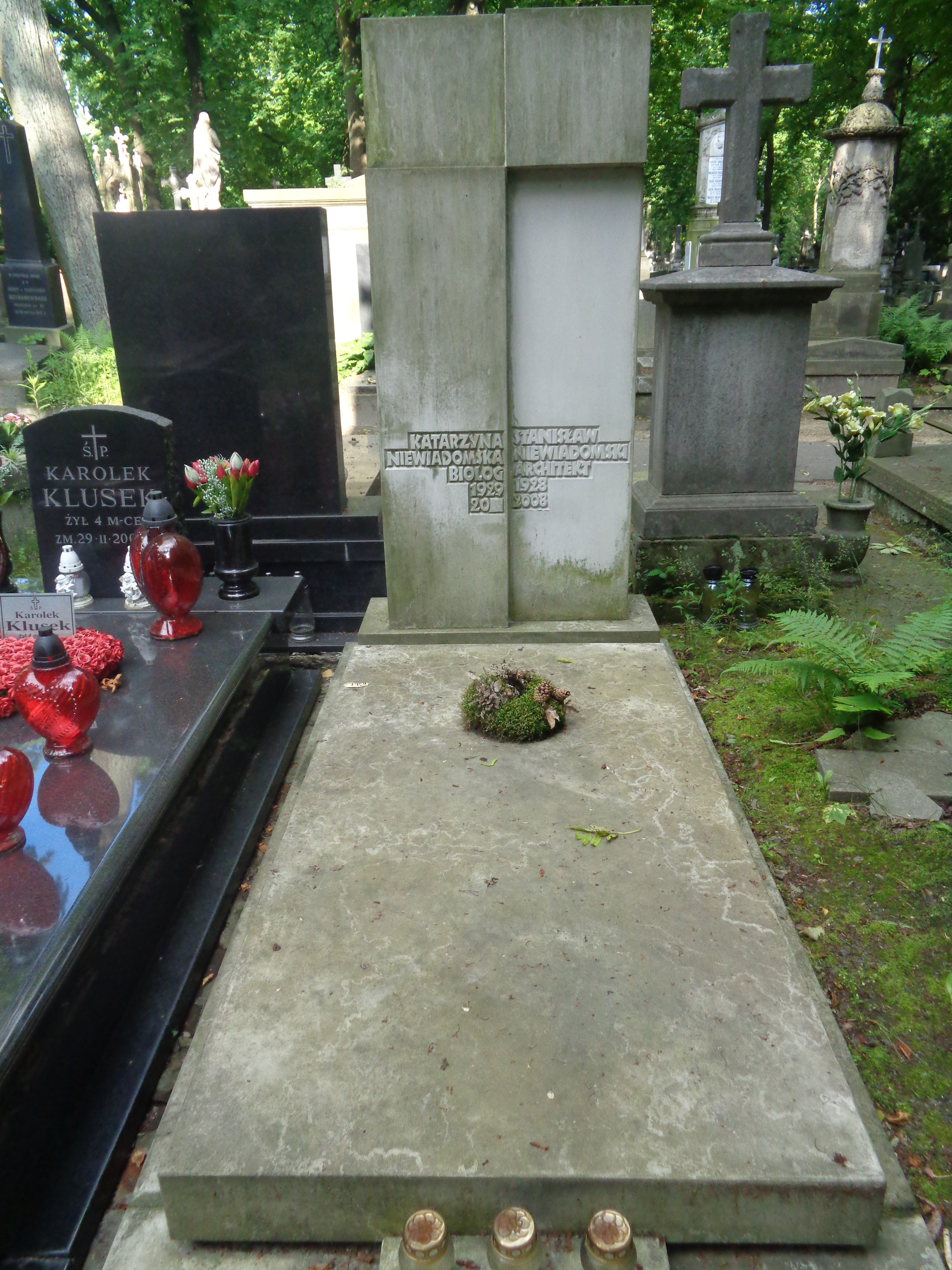
Grób Stanisława Niewiadomskiego na cmentarzu Powązkowskim w Warszawie

### Działalność dydaktyczna
Pracę dydaktyczną rozpoczął na Wydziale Inżynierii Lądowej PW. W latach 1954–1976 pracował w Zakładzie Podstaw Architektury, prowadzonym przez S. Marzyńskiego; od 1976 roku na Wydziale Architektury, na stanowisku asystenta, wykładowcy, docenta (od 1990 roku) i profesora nadzwyczajnego (od 1993 roku). Pracownią Projektowania Architektonicznego kierował od 1990 do 2001 roku. Był promotorem ponad 50 dyplomów magisterskich.

## Odznaczenia, realizacje, nagrody, wyróżnienia, rysunki
Odznaczenia
- Złoty Krzyż Zasługi – za działalność dydaktyczną (1975);
- Krzyż Kawalerski Orderu Odrodzenia Polski
- Medal Komisji Edukacji Narodowej
- złota Odznaka Honorowa (Rada Narodowa m.st. Warszawy) za zasługi dla Warszawy (1980)
- Srebrna  i złota odznaka honorowa SARP za działalność w Stowarzyszeniu (1978)

Honorowa Nagroda SARP za całokształt działalności zawodowej, razem z Witoldem Benedekiem (2006)
Projekty zrealizowane (we współautorstwie)
- 1954–1962 – Państwowa Wyższa Szkoła Muzyczna w Warszawie – I nagroda w konkursie SARP oraz Ministra Budownictwa i Przemysłu Materiałów Budowlanych
- 1961–1964 – Trasa mostowa i most Łazienkowski – I nagroda w konkursie SARP; Ministra Budownictwa i Przemysłu Materiałów Budowlanych,
- 1966–1975 – Uniwersytet Gdański (d. Wyższa Szkoła Pedagogiczna) w Gdańsku-Oliwie - I nagroda w konkursie SARP; Ministra Budownictwa i Przemysłu Materiałów Budowlanych,
- 1966-1968 – Uniwersytet Gdański Wydział Humanistyczny — zrealizowany 1970
- 1968–1971 – Uniwersytet Gdański Wydział Matematyczno-Fizyczny — zrealizowany 1973
- 1983–1986 – Uniwersytet w Homs, Syria
- 1989–1992 – Zespół domów studenckich na Jelonkach w Warszawie — zrealizowany 1995–1998
- 1993–1996 – Uniwersytet im. Kardynała Stefana Wyszyńskiego (d. Akademia Teologii Katolickiej) na Bielanach w Warszawie —  zrealizowany 1977–2004
- 1994–1998 – Zespół domów akademickich Collegium Polonicum Uniwersytetu Europejskiego w Słubicach — zrealizowany 1995–2005 – I nagroda w konkursie
- 1998–2000 – Uniwersytet w Białymstoku – Biblioteka Główna i aula Uniwersytetu — biblioteka zrealizowana 2000–2005 – I nagroda w konkursie SARP
- 2000–2003 – Uniwersytet Adama Mickiewicza w Poznaniu – Zespół Budynków Wydziału Biologii
- 2002–2008 – Uniwersytet Przyrodniczo-Humanistyczny (d. Akademia Podlaska) w Siedlcach – Wydział Humanistyczny – I nagroda w konkursie

Inne projekty we współautorstwie, nagrody i wyróżnienia
- 1955 – Ambasada Polski w Pekinie - wyróżnienie w konkursie SARP
- 1956 – Plac Wiosny Ludów w Poznaniu  - wyróżnienie w konkursie SARP
- 1958 – Katolicki Uniwersytet Lubelski — rozbudowa - I nagroda w konkursie SARP
- 1961–1964 – Trasa mostowa Świętokrzyska - I nagroda w konkursie SARP
- 1962 - Biblioteka Narodowa w Warszawie – IV nagroda w konkursie SARP
- 1962–1964 – Plan ogólny Raciborza
- 1964 – Ambasada Polski w Brasilii - wyróżnienie w konkursie SARP
- 1964 – Plac Zwycięstwa i wschodni rejon Osi Saskiej w Warszawie - wyróżnienie w konkursie SARP
- 1965 - Otoczenie Dworca Zachodniego w Warszawie – wyróżnienie I stopnia
- 1966 – Wschodni rejon centrum Krakowa - wyróżnienie w konkursie SARP
- 1967 - Ośrodek rekreacyjny na Cyplu Czerniakowskim w Warszawie – wyróżnienie w konkursie SARP
- 1969 - Zagospodarowanie przestrzenne centrum Warszawy – wyróżnienie III stopnia w konkursie SARP
- 1971 – Akademia Rolnicza w Lublinie - wyróżnienie w konkursie SARP
- 1972 – Plac Zwycięstwa w Warszawie - wyróżnienie w konkursie SARP
- 1972–1975 – Plac Politechniki w Warszawie
- 1972–1975 – Politechnika Warszawska, Wydział Technologii Elektronowej
- 1973 – Ambasada Polski w New Dehli
- 1973–1977 – Wydział Biologii Uniwersytetu Gdańskiego w Gdańsku-Oliwie
- 1974 - Warszawskie Zgrupowanie Naukowe na Siekierkach - I nagroda
- 1977 – Akademia Rolnicza i Akademia Medyczna w Szczecinie-Osowie
- 1980 – Uniwersytet Warszawski na Powiślu
- 1981 – Rozbudowa Akademii Muzycznej w Warszawie
- 1982 – Studium lokalizacji Biblioteki Uniwersytetu Warszawskiego — PI. Zwycięstwa, Powiśle, PI. Trzech Krzyży
- 1985–1988 – Dom studencki uczelni artystycznych w Warszawie przy ul. Dobrej
- 1987 – Zespół mieszkaniowo-usługowy Uniwersytetu Gdańskiego w Gdańsku-Oliwie
- 1988 – Politechnika Wrocławska, Biblioteka i Centrum Informacji - I nagroda w konkursie SARP
- 1989 - Hotel „Pullman” przy Placu Trzech Krzyży w Warszawie – wyróżnienie I stopnia
- 1991 – Sąd Najwyższy na Placu Krasińskich w Warszawie - wyróżnienie w konkursie SARP
- 1993 - Uniwersytet Warszawski, Biblioteka Uniwersytecka na Powiślu – II nagroda w konkursie SARP
- 1993 – Uniwersytet w Gdańsku-Oliwie - wyróżnienie w konkursie SARP
- 1998 – Uniwersytet Jagielloński w Krakowie, Kompleks budynków Nauk Biologicznych - wyróżnienie w konkursie
- 2003 – Uniwersytet w Białymstoku – Wydział Matematyki i Fizyki - I nagroda w konkursie
- 2004 – Kampus Uniwersytetu Kardynała Stefana Wyszyńskiego na Młocinach w Warszawie - wyróżnienie w konkursie
- 2004 - Uniwersytet A. Mickiewicza w Poznaniu, Wydział Dziennikarstwa i Nauk Politycznych - I nagroda w konkursie
- 2005 – Uniwersytet A. Mickiewicza w Poznaniu, Wydział Chemii - wyróżnienie w konkursie
- 2005 – Centrum Chopinowskie w Warszawie przy ul. Tamka
- 2005 – Wydział Fizyki i Astronomii Uniwersytetu Jagiellońskiego w Krakowie-Pychowicach
- 2006 – Wydział Filologii i Lingwistyki Stosowanej Uniwersytetu Warszawskiego przy ul. Lipowej

Rysunki
Pozostawił  po sobie prawie 500 rysunków wykonanych, w latach 1983-2005, w większości flamastrem, ale również cienkopisem, piórem i ołówkiem. Zbiór prac powstawał podczas podróży po wielu krajach europejskich i bliskiego wschodu. Rysunkowa pasja S. Niewiadomskiego stanowi ważną część całej jego twórczości. W salach SARP zorganizowane zostały dwie wystawy: "Wilno, rysunki 1985-1987" (razem z rysunkami Konrada Kucza-Kuczyńskiego) w 1987 r. oraz "Rysunki z podróży" w 2008 r. Niewielka ich część została pokazana w publikacji pt. Architektura w szkicach ... (2013).

## Życie prywatne
W 1951 roku ożenił się z Katarzyną Kowal (ur. 1929). Katarzyna Niewiadomska, również pochodząca z Wilna, ukończyła zoologię na Uniwersytecie Warszawskim. W następnych latach specjalizowała się w dziedzinie parazytologii, uzyskując tytuł naukowy profesora. Byli zgodnym małżeństwem przez 56 lat. Razem z żoną dużo podróżował po Europie i po świecie. Napotykane podczas licznych podróży ciekawe miejsca, budynki, wnętrza kościołów, ulice i zaułki były dla niego inspiracją do tworzenia rysunków. Mieli dwie córki. Starsza, Magdalena (ur. 1953), została profesorem statystyki Western Michigan University (Stany Zjednoczone). Młodsza, Anna Dorota (ur. 1957), mieszka we Francji; jest romanistką, członkiem dyrekcji liceum w Hawrze.

Został pochowany na cmentarzu Powązkowskim w Warszawie (Stare Powązki) (kwatera 27-2-26).